# Юзефовичі
Юзефо́вичі (пол. Józefowicz; рос. Юзефовичи) — шляхетські і дворянські родини. 

## Шляхта
Польський шляхетний рід. Походить від синів берестейського єврея Езофа (Юзефа) — Абрагама й Міхеля, що були нобілітовані бл. 1514 року в Великому князівстві Литовському за правління Сигізмунда І. Нащадки Абрагама й Міхеля дали початок численним гілкам роду, що носили шляхетські герби Леліва, Абданк, Яструбець та інші. В Російській імперії рід Юзефовичів був внесений до генеалогічних книг Ковенської та Мінської губерній. 

## Дворяни

Домбровський.

Російський дворянський рід українського походження. Нащадки Йосипа Гавриловича (1726), значкового товариша Чернігівського полку (на польський лад — Юзефа). Носили польський шляхетський герб Домбровський — на червоному щиті коронована діва у срібному одязі з двома золотими трубами.